# Izolta
Izolta är en ort i Mexiko.   Den ligger i kommunen Villa Guerrero och delstaten Jalisco, i den centrala delen av landet, 600 km nordväst om huvudstaden Mexico City. Izolta ligger 1 014 meter över havet och antalet invånare är 111.
Terrängen runt Izolta är huvudsakligen kuperad, men åt sydost är den bergig. Izolta ligger nere i en dal. Runt Izolta är det mycket glesbefolkat, med 7 invånare per kvadratkilometer. Närmaste större samhälle är Villa Guerrero, 15,9 km öster om Izolta. I omgivningarna runt Izolta växer huvudsakligen savannskog.